# Исходный рубеж
Исходный рубеж, Исходный пункт — условное понятие, обозначающее мнимую линию на местности, начиная с которой войска приступают к выполнению своих боевых задач. 
Назначение исходных рубежей (для выполнения марша, форсирования водных преград и тому подобное) преследует своей целью обеспечение согласованности в действиях войсковых сил. 
Например, исходный рубеж для осуществления марша намечается на таком удалении от района расположения, которое позволяет сформировать походную колонну авангардных подразделений и к определённому сроку миновать его передовыми частями главных сил. Считается, что исходные рубежи не желательно назначать по теснинам, перевалам, рекам, в районах населённых пунктов и крупных транспортных узлов из-за риска попасть под удары боевой авиации противника, его ракетного оружия и дальнобойной артиллерии.
При выполнении форсирования водной преграды исходные рубежи выбираются на некотором от неё удалении, обеспечивая таким образом беспрепятственное развёртывание войсковых сил в боевой порядок вне зоны поражения огня прямой наводкой.
При ведении наступательных действий вместо исходного рубежа назначается рубеж перехода в атаку.

323. Порядок подъема полка по боевой тревоге определяется планом, разрабатываемым штабом под непосредственным руководством командира полка и утверждаемым старшим командиром. В нем должны быть предусмотрены:
...
— районы сосредоточения полка и места расположения в них подразделений, а также исходный рубеж (пункт), маршруты и порядок выдвижения полка;
 ...— Глава 7. Подъём по тревоге., Часть 2. Внутренний порядок., Устав внутренней службы Вооружённых Сил Российской Федерации (1993 года, в исходной редакции).